# 木村まり
木村 まり（きむら まり、1962年 - ）は、日本のヴァイオリニスト、現代音楽の作曲家。アメリカ合衆国在住。早稲田大学理工学総合研究センター音響情報処理研究室研究員、ジュリアード音楽院にてインタラクティブコンピューター音楽演奏の講師。ヴァイオリンの調弦を変えずにG線から一オクターブ低い音を出す「サブ・ハーモニック奏法」を確立したことで注目を浴び、このテクニックを応用した作品を多く発表した。

## 経歴
父は早稲田大学名誉教授でソーラー・エネルギーの開発者、木村建一。母は東京家政大学・日本女子大学元教授で労働法、国際労働機関（ILO）専門、日本ILO協議会理事長、木村愛子。画家の木村佳代子は従姉妹。
3歳よりピアノを、5歳よりヴァイオリンをはじめる。桐朋学園子供のための音楽教室、桐朋学園高校、同大学卒業、江藤俊哉にヴァイオリンを師事、その後、アメリカに留学、ボストン大学で修士、ジュリアード音楽院より博士号を取得。ロマン・トーテンベルク、ジョセフ・フックスに師事。また、コロンビア大学で建築音響工学と作曲をマリオ・ダビドフスキーに学び、スタンフォード大学コンピューター音楽研究所(CCRMA) より客員研究員として招かれる。
1994年のニューヨーク・デビューリサイタルは、ニューヨーク・タイムズ紙に「瞠目すべきデビュー、時代の先端を弾くヴィルトゥオーソ」と絶賛された。それ以来ニューヨークを代表する現代ヴァイオリニストとして活動 。
主に欧米で活動し、 今日までに 国際現代音楽祭（ISCM） 、ハンガリーでの国際バルトーク祭、「ブダペストの春」音楽祭、サンフランシスコでのOther Minds音楽祭、メキシコの国際セルバンティーノ音楽祭、 国際電子音楽祭（ISEA ヘルシンキ、ロッテルダム）など、ヴァイオリンとコンピューターのための自作などを、20ヵ国以上にて招待演奏を行う。
日本でも、岩城宏之指揮、オーケストラ・アンサンブル金沢との共演で、リゲティのヴァイオリン協奏曲を、サントリー・サマーフェスティバルにて大野和士指揮、東京フィルハーモニー交響楽団との共演でヒルボルクのヴァイオリン協奏曲の日本初演、また井上道義指揮の東京交響楽団とジョン・アダムズのヴァイオリン協奏曲を日本初演した。
2007年に電子音楽とバイオリンのための自作・委嘱作アルバム「ポリトピア」をブリッジ・レコードより自作のサブハーモニクス、コンピューター音楽のアルバム「G線下の世界を超えて」(The World Below G and Beyond)をミュータブル・レーベルより発売。同年、サントリーホールにてフランス人作曲家ジャン・クロード・リセのコンチェルトを秋山和慶指揮の東京交響楽団と世界初演 、サブハーモニクスを駆使した自作のカデンツァを披露。
2011年10月には日本人バイオリニスト、大谷宗子率いるカサット四重奏団とコンピューターの新曲をニューヨークのシンフォニー・スペースにて初演。
2011年5月には外国生まれの芸術家と科学者の功績を支援するビルチェック財団 (vilcek.org) の主催でニューヨークでリサイタルを行い、「ニューヨーク・タイムズ」紙、「サイエンティフィック・アメリカン」紙、またNY1テレビにも出演。
2013年より米国メイン州で毎年7月に開催されているアトランティック音楽祭にて高度のクラシック演奏家とテクノロジーのための「フューチャー・ミュージック・ラボ」をIRCAMとのコラボレーションで開設、監督に指名される。
近年ではパリのIRCAMとの共同研究でバイオリンの弓の動きと音楽表現を抽出するシステム、「拡張バイオリン」の演奏と作曲に注力する。

## 演奏スタイル
「サブハーモニクス」の世界への紹介は話題をよび、作曲家の一柳慧より「大型ヴァイオリニストの誕生」と絶賛される。1995年には「サブハーモニクス」をアメリカ音響学会（ASA）にて招待発表、科学界でも反響を呼ぶ。
コンピュータ音楽も修めており、コンピュータ制御された自動ピアノとヴァイオリンのための作品、コンピュータによる音響とヴァイオリンのための音楽も発表しており、伝統的なコンチェルトばかりを演奏する者とは一線を画す。
インプロバイザーとしても高い評価を受け、ギタリストのヘンリー・カイザーに「この銀河系外の演奏家・今までの共演者の中でも最高の即興演奏家」と絶賛される。今日まで、カナダのFIMA音楽祭、フランスのムジーク・アクシオン祭、ロンドンのLMC音楽祭など、即興演奏界のトップで活躍。ヘンリー・カイザー、ジョン・オズワルド、ジム・オルークとの即興アルバムなども発表してきた。その他ヘンリー・カイザー、ジョエル・ライアン、エリオット・シャープ、ミシェル・ドネダ等とも録音、共演多数。

## ディスコグラフィ
| 年   | アルバム                                                   |
| ---- | ---------------------------------------------------------- |
| 1993 | Acoustics                                                  |
| 1996 | Irrefragable Dreams                                        |
| 1999 | Leyendas                                                   |
| 2005 | The World Below G (自主製作, 2010年にコンピレーション再録) |
| 2007 | Polytopia                                                  |
| 2010 | The World Below G and Beyond                               |

## 受賞歴
今日までに、アメリカ現代音楽協会（ISCM）リサイタル賞、1996年に「ヴァイオリニストとしての創造的活動に対して」中島健臓音楽賞を受賞している。1995、1997、2000年度国際コンピューター音楽祭（ICMC）音楽部門審査員。
2000年に国際コンピューター音楽祭（ICMC）委嘱賞を作曲家として受賞。2002年「ALT」でISCM香港大会に入選。2004年1月には、音楽ロボット「ギターボット」とのプロジェクトに対し、ニューヨーク州芸術評議会（New York State Council on the Arts)から助成金を賞与される。2006年度ニューヨーク芸術基金（NYFA)賞受賞。
2010年には作曲家としてグッゲンハイム・フェローシップ、パリの電子音楽音響研究所IRCAMにレジデント作曲家として招待される。また、ハーバード大学のフロム基金より作曲委嘱賞を授与された。
また、カーネギー財団の2011度「アメリカの誇る外国人」唯一の日本人として選ばれ 、「ニューヨーク・タイムズ」紙に掲載される（前年度の日本人はオノ・ヨーコ）。